# Swormertoren
De Swormertoren was een versterking in de Sallandse landweer. Hij was onderdeel van de verdedigingswerken rond de stad Deventer. De versterking bestond uit een bakstenen ringmuur die een driehoekige binnenplaats omgaf. In deze binnenplaats bevond zich een ronde toren. Het complex lag bij de kruising van de Oxersteeg met de Schipbeek, dicht bij de huidige afslag Deventer-Oost van de A1.

## Geschiedenis
Voor de bouw van het stenen complex was er al een bewaakte houten slagboom aanwezig waar tol werd geheven. De bouw van de bakstenen toren met ringmuur vond hoogstwaarschijnlijk plaats in verschillende fases tussen 1387 en 1402, er werden 47.000 "tyghelstenen" en 4.500 "deckstenen" voor aangeschaft. In rustige periodes werd de toren door één wachter bemand. In tijden van oorlog en gevaar kwamen daar vanuit de stad Deventer 5 à 6 extra hulpwachters bij. Binnen de ringmuur ontbrak een vast wachtlokaal, men maakte gebruik van tenten. Vanaf 1515 komen er geen wachterslonen voor het bewaken van de Swormertoren meer voor in de stadsrekeningen (boekhouding) van Deventer. Het bouwwerk raakte na 1515 in verval en de toren werd als een steengroeve gebruikt door de bewoners uit de omgeving. De laatste overblijfselen werden uiteindelijk in 1649 afgebroken.

## Archeologische opgraving
In de zomers van 1994 en 1995 werden door amateurarcheologen van de plaatselijke afdeling van de Archeologische Werkgemeenschap Nederland de funderingen blootgelegd. Toen bleek dat de ringmuur een dikte had van tussen de 1,2 en 1,8 meter, terwijl de muur van de toren 2,25 meter dik was geweest. De diameter van de toren was ongeveer 8,6 meter. Specifieke vondsten uit de gebruiksperiode van de toren ontbraken. Wat over het gebruik bekend is komt uit bewaard gebleven stadsrekeningen van Deventer.